# Брујић
Брујићи су породица из Лике, околице Глине и Голиње где се сваки десети становник презива Брујић. Брујићи су углавном Срби, али их има и Хрвата.
Данас, у Хрватској има негде око 100 Брујића у 50 домаћинстава, док је за време ХХ века било нешто више од 200 Брујића.
Они Брујићи који су у Горњој крајини углавном славе Ђурђевдан.
Према попису Лике и Крбаве из 1712. године, у Медаку је било 8 породица са презименом Брујић. У Медак су се доселили из подручја око Оточца до Брлога и Бриња. Према истом попису из 1712, ти Брујићи који су се доселили из Бриња, Вилићи, славили су Јовањдан.
За време последњег рата у СФРЈ или тзв. Домовинског рата, много Брујића је изгинуло или поубијано од стране ХВО-а у подручју данашње Сисачко-мословачке жупаније.

## Неки људи са овим презименом
- Александар Брујић - композитор
- Срђан Брујић - генерал-потпуковник ЈНА
- Драган Брујић - историчар
- Ђорђе Брујић - књижевник, песник и књижевни критичар